# Major Máté
Major Máté (Baja, 1904. augusztus 3. – Budapest, 1986. április 14.) Kossuth-díjas magyar építész, építészettörténész, egyetemi tanár, a Magyar Tudományos Akadémia rendes tagja.

## Életpályája
Édesapja Mayer Károly (1905-től magyarosított Majorra) előbb a zombori törvényszéken aljegyző, majd később a hódsági és a bajai járásbíróság elnöke lett. Édesanyja Thum Júlia szintén zombori volt. Szülei 1890-ben kötöttek házasságot. Máténak hat testvére volt. Az elemi elvégzése után középiskolai tanulmányait a cisztercita rend bajai III. Béla Főgimnáziumában végezte.
Gimnáziumi tanulmányainak befejezése után a budapesti József Nádor Műszaki Egyetemen szerzett építész diplomát 1927-ben. Még ebben az évben a Magyar Mérnök- és Építész-Egylet tagja lett. 1931-ben felvették a Budapesti Mérnöki Kamara tagjai közé. 1927–36 között magántervezői irodákban és magántervezőként dolgozott. Ebben az időben tervezte a Budapest I. Attila utca 127. sz. alatti bérházat, Detre Pállal együtt. (1933–34), és a Budapest I. Sasfiók utca 8. sz. alatti villát (1934). 1936 és 1944 között az Országos Társadalombiztosítási Intézet (OTI) műszaki osztályának mérnöke, majd főmérnöke volt. Tervezői munkásságát – ebben az időben – még két épület jelzi, melyeket Benjamin Károllyal közösen tervezett. Ezek a Budapest I. Vám utca 2. (ma: Bem rkp. 24.) alatti ötemeletes sarok bérház (1944), valamint a Budapest IX. Zsil utca 3–5. alatti irodaház (1941-42), amely eredetileg lakóháznak épült.
1933 és 1938 között a modern magyar építészet képviselőjeként tagja volt a CIAM magyar szekciójának. 1933-tól tagja a Kommunisták Magyarországi Pártjának is. 1933–37 között a Szocialista Képzőművészek Csoportjának titkára volt. 1942–44 között a Tér és Forma szerkesztőbizottságában is dolgozott. Alapító tagja volt az 1949-ben megszüntetett Új Építészet Köre csoportnak. A második világháború után építészként szinte nem is alkotott, kivételt jelent a Tatabányán, 1948-ban épült soklakásos lakótelep. Társadalmi, oktatói és szakírói munkássága azonban jelentős. 1948-tól tanított a Budapesti Műszaki Egyetemen, 1949–71-ig az Építéstörténeti Tanszék vezetője, 1974-ig az Építéstörténeti és Elméleti Intézet igazgatója volt. 1951–86 között a Magyar Építőművészek Szövetsége elnökségi tagja. 1949-től az MTA levelező tagja, 1949-től 1964-ig az MTA Műszaki Tudományok Osztálya osztályvezetőségének tagja. 1950–51-ben a Budapesti Műszaki Egyetem Építészmérnöki Karának dékánja. 1955–58 között az MTA Építészettörténeti és Elméleti Bizottságának elnöke, 1960-tól az MTA rendes tagja, 1972-től 1975-ig a Budapesti Műszaki Egyetem Építészettörténeti és Elméleti Intézetének igazgatója volt.

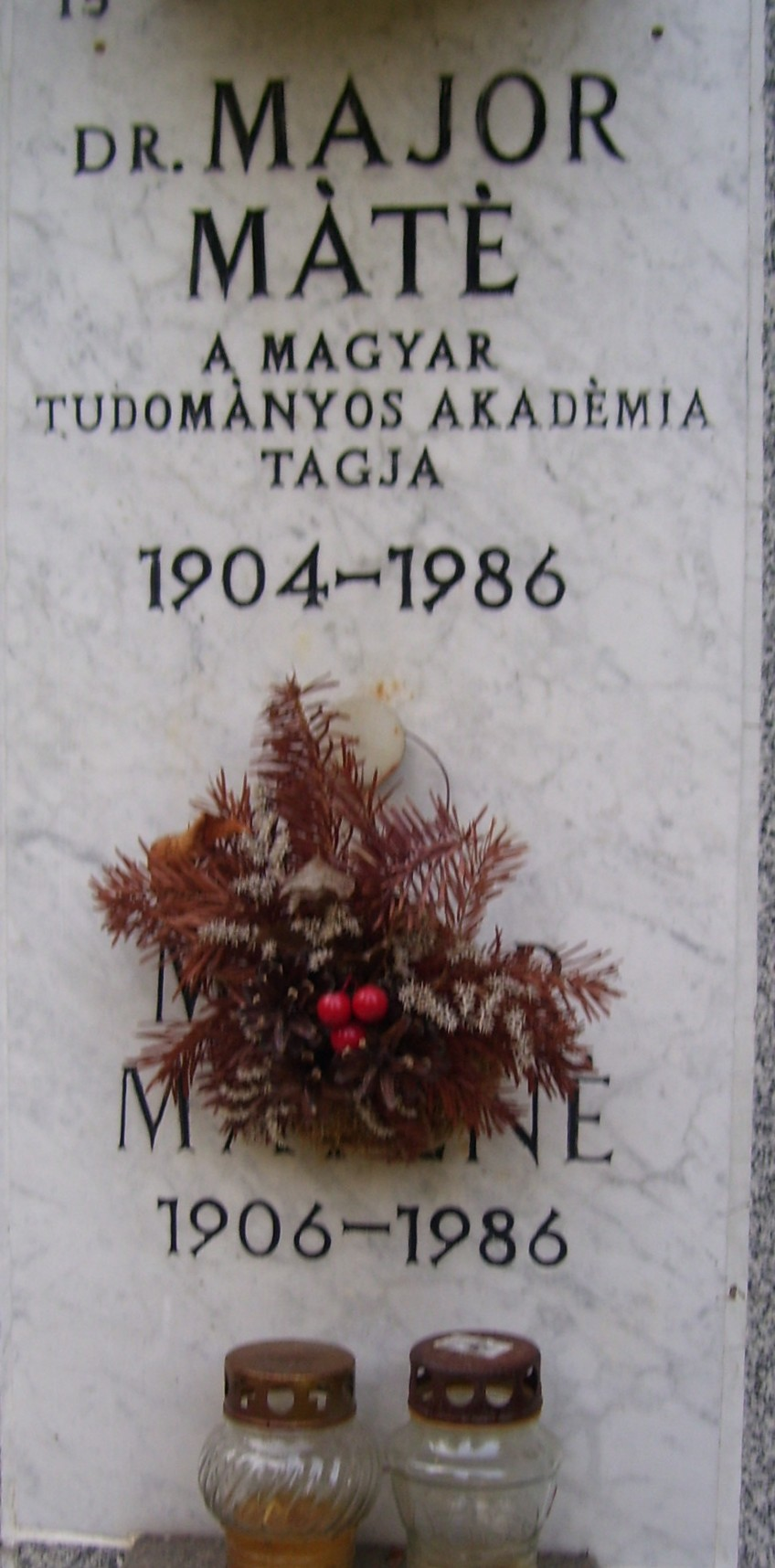
Major Máté urnafülkéje a Farkasréti temetőben

Nevéhez fűződik az Akadémiai Kiadó Architectura sorozata, az MTA Építészettörténeti és Elméleti Bizottságának és a Magyar Építőművészek Szövetségének közös kiadványa, melynek szerkesztője is volt. Önéletrajzát az Egy gyermekkor és a kisváros emléke (visszaemlékezések, Bp., 1973) és Férfikor Budapesten (visszaemlékezések, Bp., 1978) könyvekben írta meg. Az első könyvében pontosan mutatja be Baját a 20. század elejétől az 1920-as évek közepéig. Életrajzi leírásában egy mára már letűnt világot tárt olvasói elé. A második könyvében „beszámol egyetemi éveiről, kenyérkereseti gondjairól, házasságáról, lakhelyeiről. Az építőművészeti megfigyelések természetesen könyve fontos részét alkotják: szól a sashegyi házban eltöltött tíz esztendejéről és a felnőtté érés nehéz, felelősségteljes folyamatáról, melynek során szakmájában és a politikában is megtalálta azokat a fogódzókat, amelyek segítették becsületesen és igazan élni.” A 2. világháború utáni időszakról visszaemlékezése Tizenkét nehéz esztendő, 1945-1956; címmel már csak a halála után, 2001-ben jelenhetett meg.
Budapesten halt meg 1986. április 14-én, gazdag életművet hagyva maga után. Bonta János Major Máté búcsúztatása címen a Magyar Építőművészet, 1986/3. számában írt nekrológot. Zádor Anna, pedig a Magyar Építőművészet 1987/4–5. számában emlékezett meg róla.

## Művei

### Megépült épületek
- 1933–1934 Fenyő Györgyné bérháza, Budapest I. Attila út 127. (régen: Attila utca 89. sz.) Tervezőtárs: Detre Pál.[6]
- 1934 Budapest XII. Sasfiók utca 8. lakóház.[7]
- 1935 BNV a Gyáriparosok Országos Szövetségének statisztikai pavilonja [8]
- 1935 Schreiber Gáborné bérháza, Budapest I. Donáti utca 63.
- 1935 Budapest V. Kecskeméti utca 15. emeletráépítés
- 1941-42 Budapest IX. Zsil utca 3-5. irodaház. (eredetileg lakóház). Tervezőtárs: Benjamin László
- 1944 Budapest I. Vám utca 2., Bem rkp. 24. lakóház. Tervezőtárs: Benjamin László
- 1947-48 Tatabánya. Magyar Állami Szénbányák lakótelep négy lakóépülete. Tervezőtárs: Fleischl Róbert és Fleischl Etelka[9]

### Tervpályázatok
- 1931 Debreceni városháza
- 1932 fővárosi városszéli telepítés (megvétel)
- 1934 Diósgyőri vasgyári munkások Szabó Ervin munkásháza
- 1935 Szilágyi Erzsébet Gimnázium
- 1935 BNV elrendezési pályázat, "Fogaskerék" jeligéjű pályaterve Fekete Bélával (2. kategóriában díjazott terv)
- 1936 BNV elrendezési pályázat
- 1936 OTI Fiumei úti kórház
- 1936 Palatinus strandfürdő (megvétel)[10]
- 1937 Óbudai Árpád Gimnázium (2. kategóriában díjazott terv)
- 1939 Balatonfüredi gyógyfürdői étterem (2. díj)
- 1940 Központi Városháza
- 1941 Külső Jászberényi úti elemi iskola
- 1943 Gyöngyösi utcai fiú polgári iskola (megvétel)
- 1943 OTI 14. kerületi rendelő
- 1943 Kerekhegyi üdülőszálló (megvétel)
- 1947 Tatabánya, Magyar Állami Szénbányák bányászlakás tervpályázat

### Könyvei, publikációi[11]
- Az új építészet elméleti kérdései. Szocialista realizmus az építészetben; Új Építészet Köre, Bp., 1948
- Bevezetés az építészetbe. Az Áll. Műszaki Főiskola 1. éves építészmérnök hallgatói részére. Major Máté az 1948/49 tanévben tartott előadásainak jegyzete alapján; összeáll. Merényi Ferenc; Műszaki Főiskola, Bp., 1950
- Szovjetunió építészete. Cikkgyűjtemény; összeáll. Major Máté, Malecz Erika; Építőipari, Bp., 1951
- Vita építészetünk helyzetéről (Perényi Imre. Magyar képzőművészek és Iparművészek Szövetsége. 1951)
- Kardos György–Major Máté: Ókori építéstörténet. A Budapesti Műszaki Egyetem 1. éves A/B tagozatos építészmérnök hallgatók részére; Tankönyvkiadó, Bp., 1951
- A Budapesti Műszaki Egyetem oktatóinak tudományos és műszaki alkotásai; szerk. Major Máté; Közoktatási, Bp., 1952
- Építészet és társadalom; Mérnöki Továbbképző Intézet, Bp., 1952 (Mérnöki Továbbképző Intézet előadássorozatából)
- Építészet és társadalom. Különös tekintettel a XX. sz. burzsoá építészetére; Építőipari, Bp., 1953 (Mérnöki továbbképző kiadványok Építőművészet kérdései)
- Az épülő kommunizmus képzőművészete. (Magyar–Szovjet Baráti Társaság és Képzőművészeti Alap. 1953)
- Az imperializmus építészete; Mérnöki Továbbképző Intézet, Bp., 1953 (Mérnöki Továbbképző Intézet előadássorozatából)
- Építészet és társadalom. (Útmutató a TIT előadói számára. TIT. 1954)
- ÉPÍTÉSZETTÖRTÉNET I. és II. (Műszaki Könyvkiadó. 1955 és 1958) (németül is)
- Az építészet alakulásának törvényszerűségei. (Magyar Építőművészet 1955/IV. évf. 11–12. szám. 326–328. oldal)
- Az orosz építészet története; Felsőoktatási Jegyzetellátó, Bp., 1956 (Mérnöki Továbbképző Intézet előadássorozatából)
- Tíz esztendő magyar építészete. (az Építőipari Közlekedési Műszaki Egyetem Évkönyve. 1955/56 tanév. Budapest. 1957)
- Kardos György–Major Máté: A rabszolgatársadalmak építészete. Az ókori kelet építészete. 1. köt.; Építőipari és Közlekedési Műszaki Egyetem, bp., 1958
- Bevezetés az építészettörténethez. Építőipari és Közlekedési Műszaki Egyetem. Építészettörténeti Tanszék. Kézirat. Tankönyvkiadó Vállalat 1964)
- Pier Luigi Nervi; Akadémiai, Bp., 1966 (Architektura) (lengyelül is)
- Az építészet sajátszerűsége. (Akadémiai Kiadó. 1967)
- Az építészet új világa. (Magvető kiadó. 1969)
- Breuer Marcel; Akadémiai, Bp., 1970 (Architektúra)
- Amerigo Tot. (Corvina Kiadó 1971)
- Egy gyermekkor és egy kisváros emlékei. (Magvető Kiadó 1973)
- Goldfinger Ernő. (Akadémiai Kiadó 1973. Architectura sorozat)
- Férfikor Budapesten. (Szépirodalmi Könyvkiadó – Műhely sorozat. 1978)
- Új építészet, új társadalom. 1945-1978. Válogatás az elmúlt évtizedek építészeti vitáiból, dokumentumaiból; dokumentumvál., szerk. Major Máté és Osskó Judit; Corvina, Bp., 1981 (Művészet és elmélet)
- Vágó Péter. (Akadémiai Kiadó 1982. Architectura sorozat)
- Breuer Marcell. (Akadémiai Kiadó 1982. Architectura sorozat)
- Építészettörténeti és építészetelméleti értelmező szótár; szerk. Major Máté; Akadémiai, Bp., 1983
- Mindig megújuló építészet. (Építésügyi Tájékoztatási Központ. 1985)
- Utószó (tanulmány) Jürgen Joedicke: Modern építészettörténet c. kötetéhez (Műszaki Kiadó 1961. ETO72.036)
- Tizenkét nehéz esztendő, 1945-1956; szöveggond., szerk. Fehérvári Zoltán, Prakfalvi Endre; Magyar Építészeti Múzeum, Bp., 2001

## Képgaléria

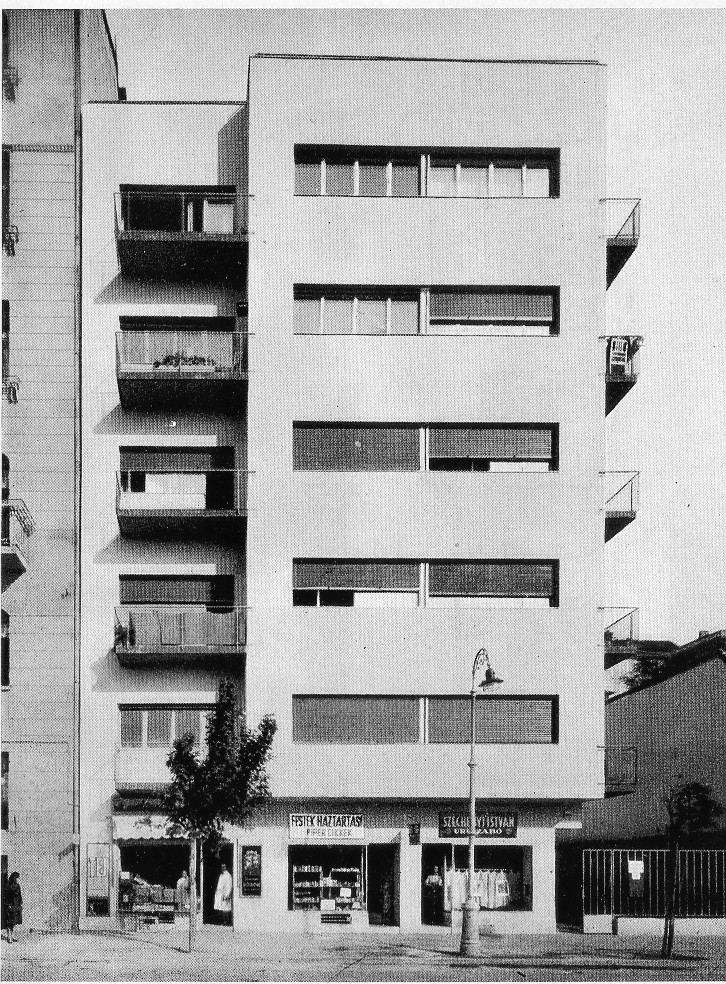
Bp. I. Attila út 127. lakóház Attila utcai homlokzat (archív)
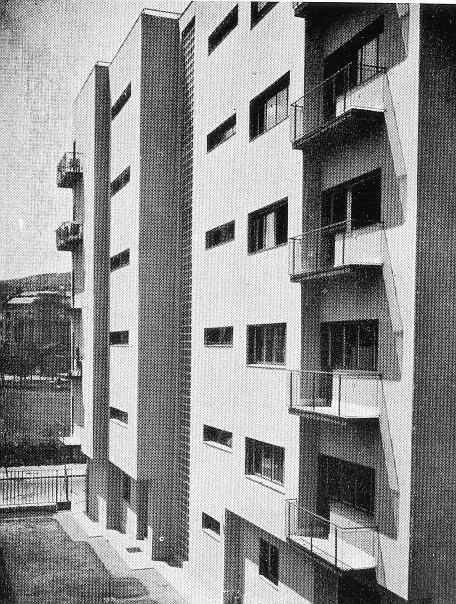
Bp. I. Attila út 127. lakóház udvari homlokzat (archív)
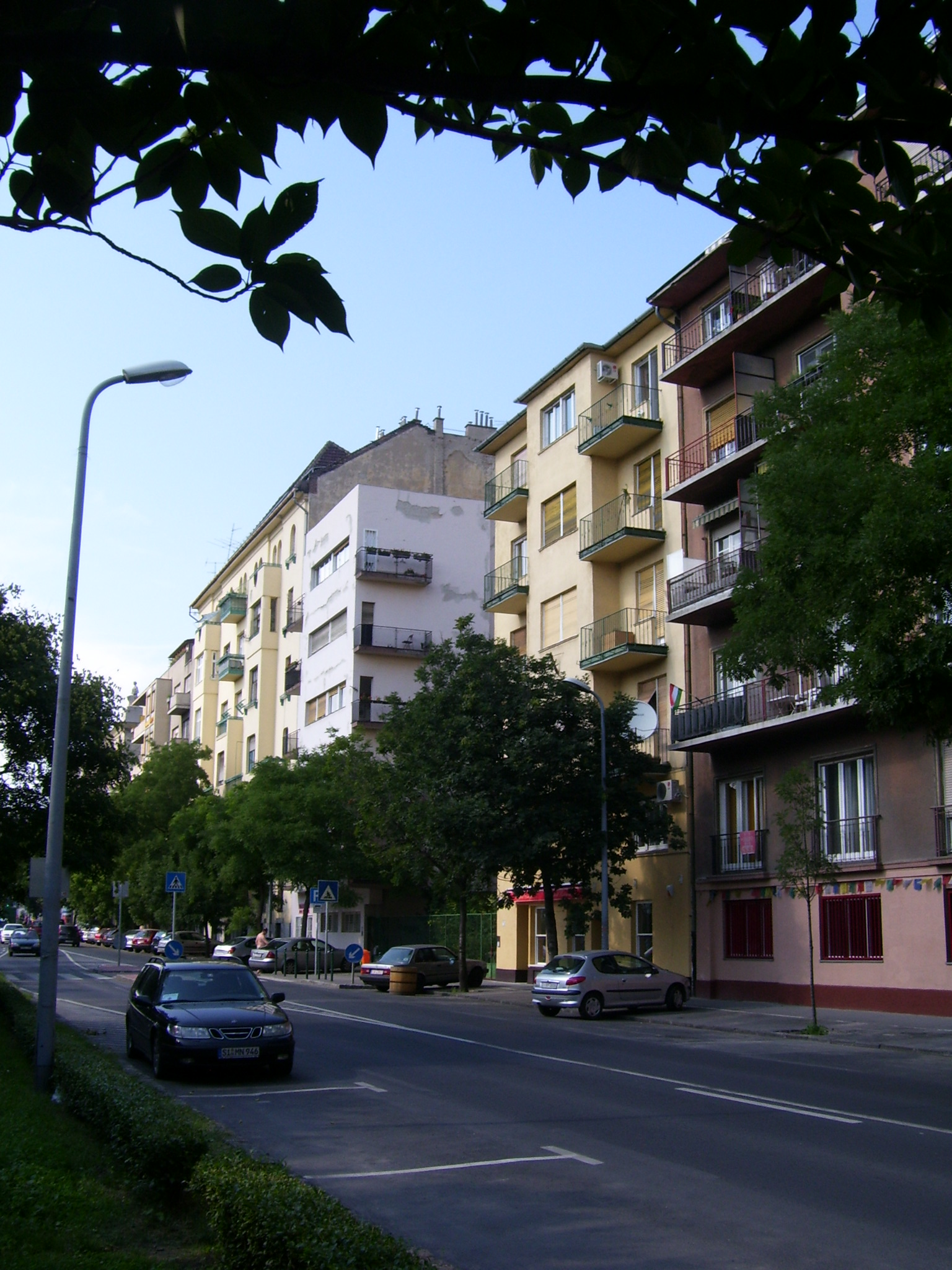
Bp. I. Attila út 127. lakóház 2008-ban
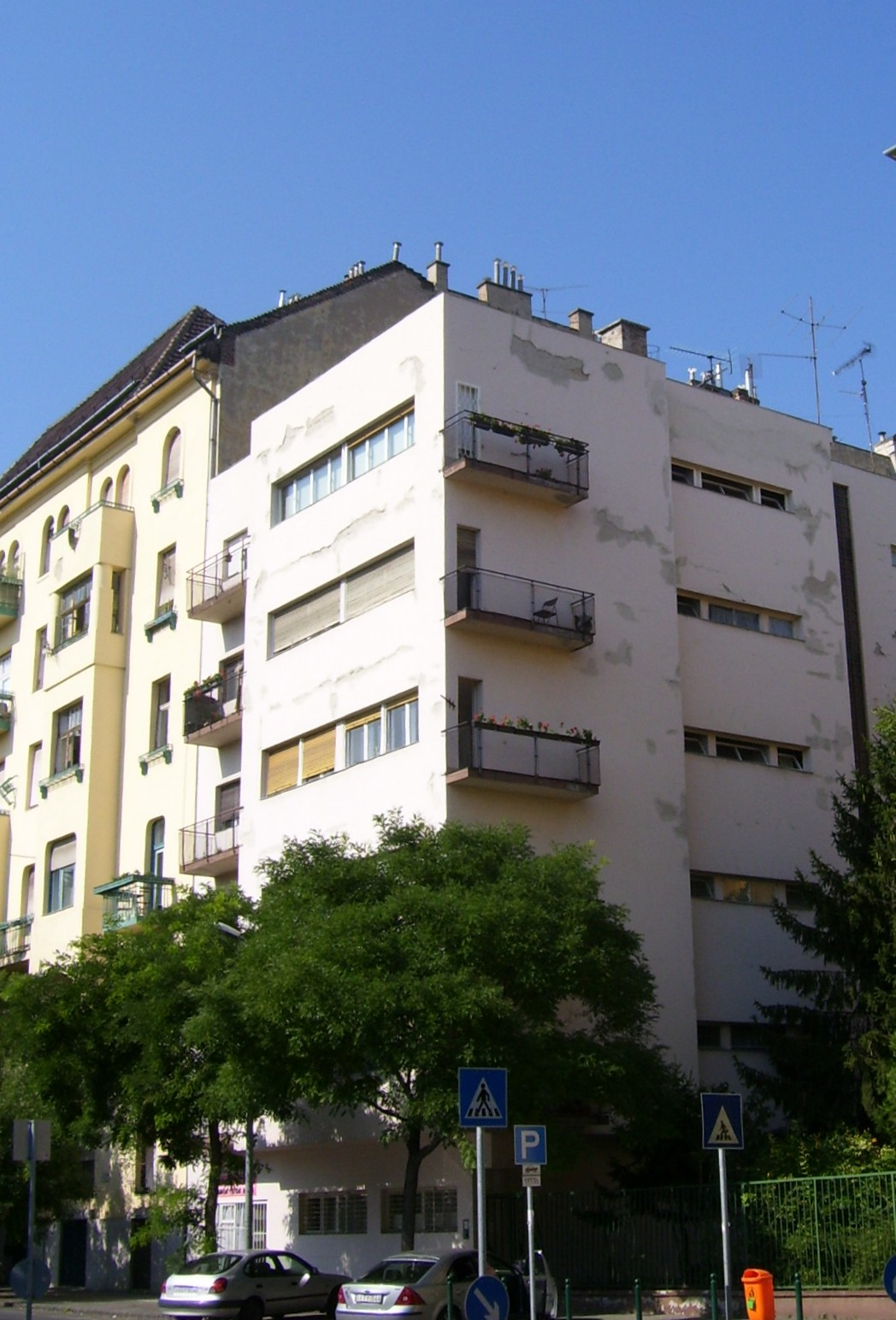
Bp. I. Attila út 127. lakóház 2008-ban
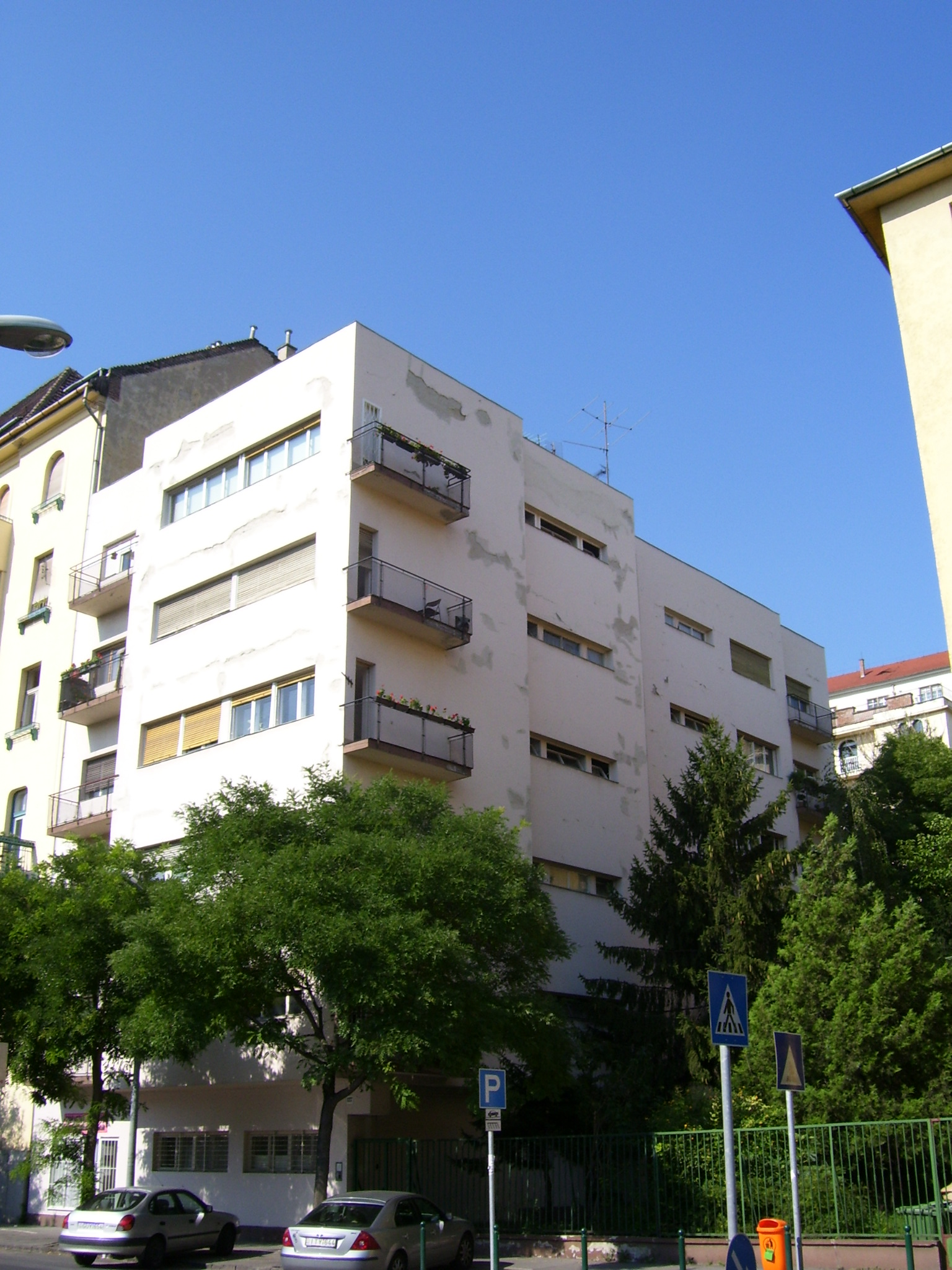
Bp. I. Attila út 127. lakóház 2008-ban
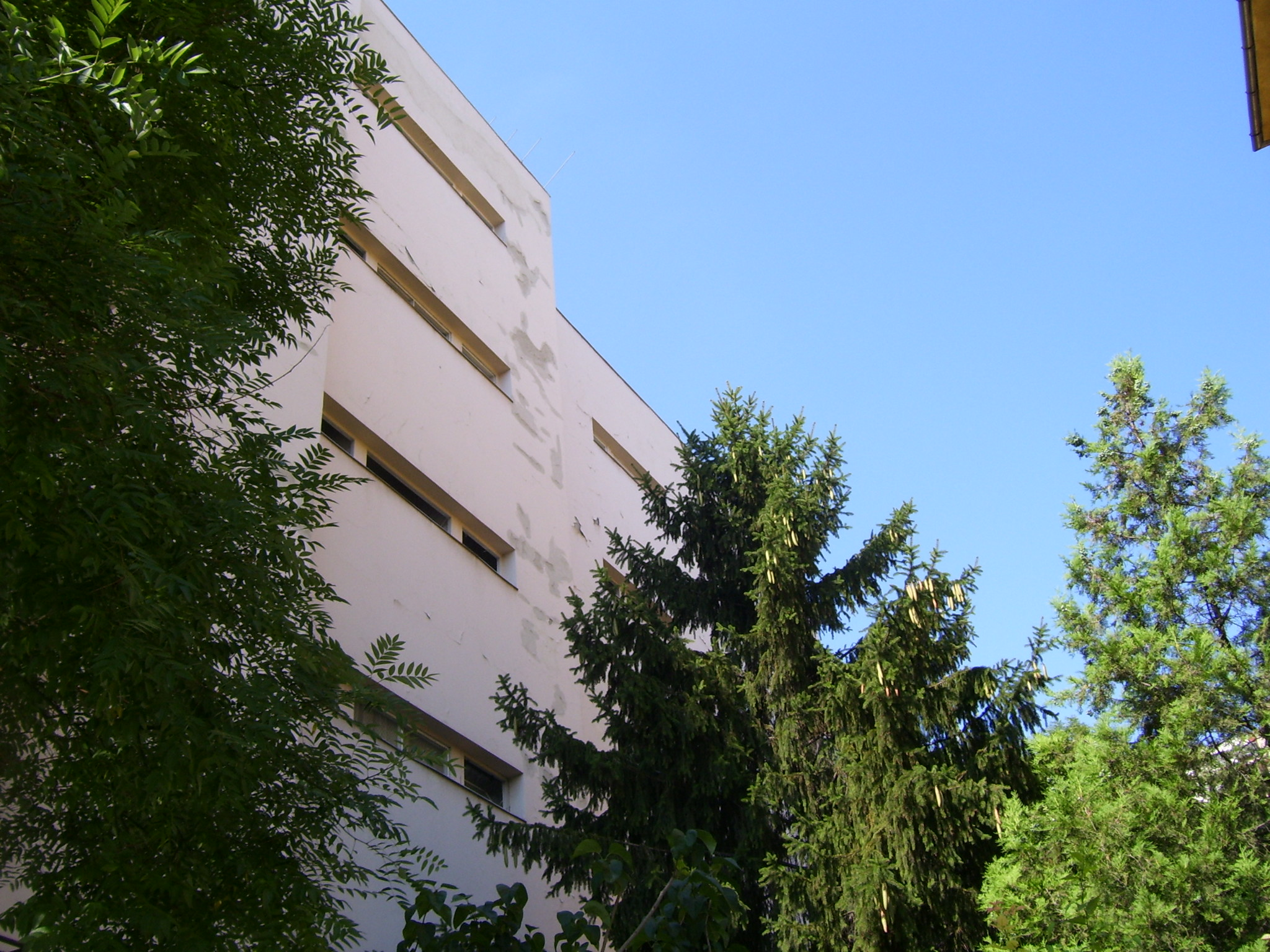
Bp. I. Attila út 127. lakóház 2008-ban
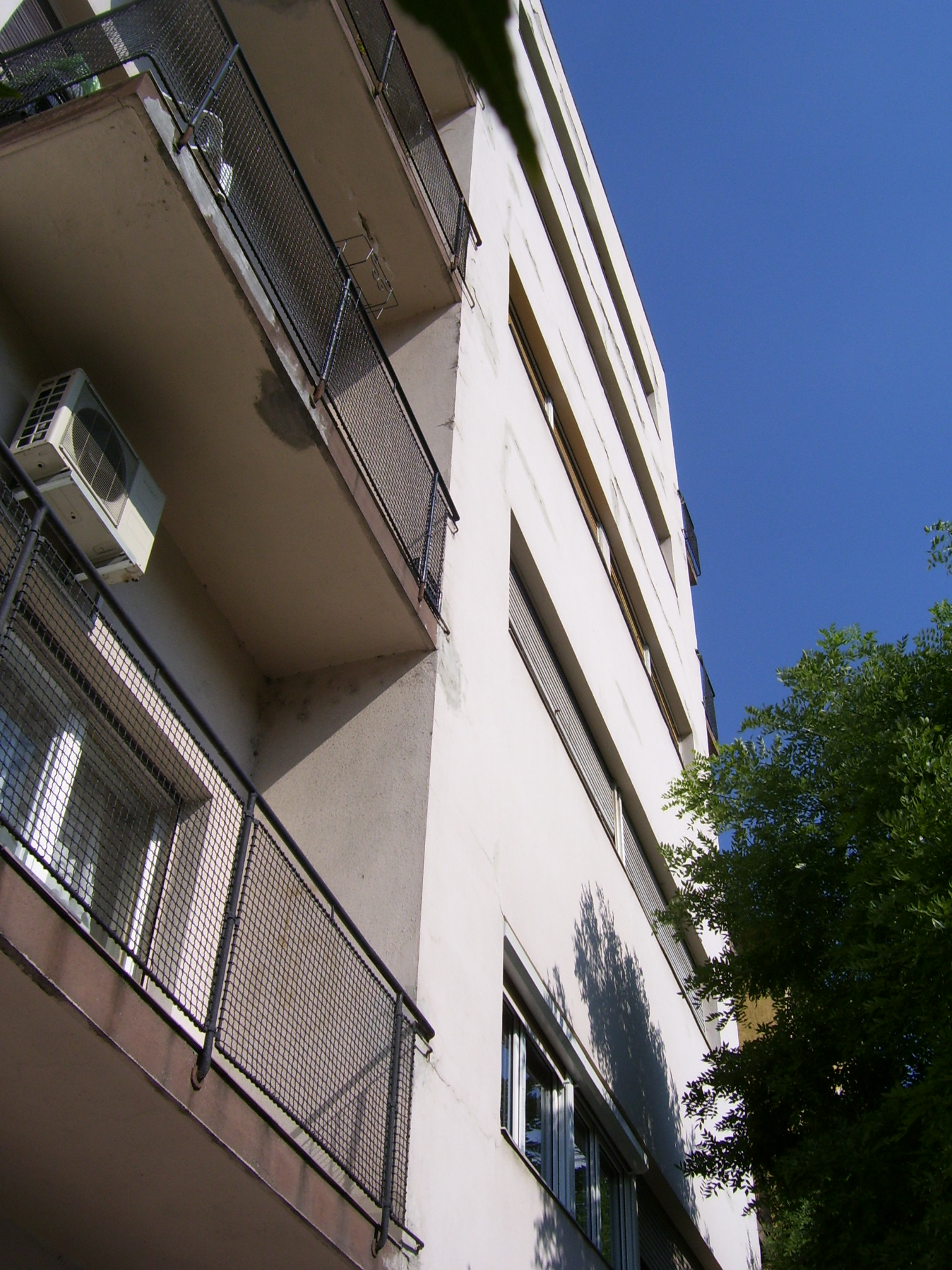
Bp. I. Attila út 127. lakóház 2008-ban
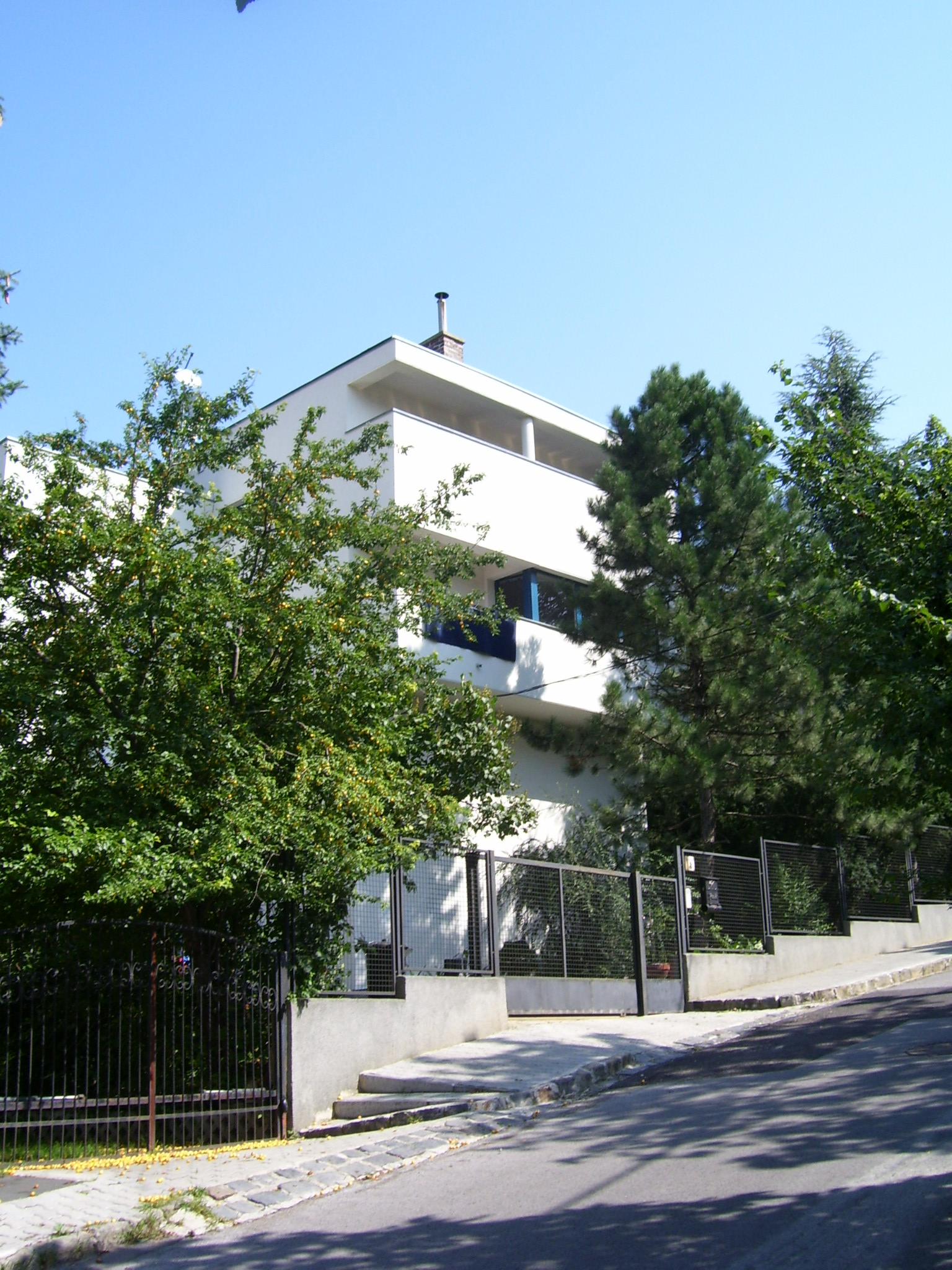
Bp. XII. Sasfiók u. 8. lakóház 2008-ban
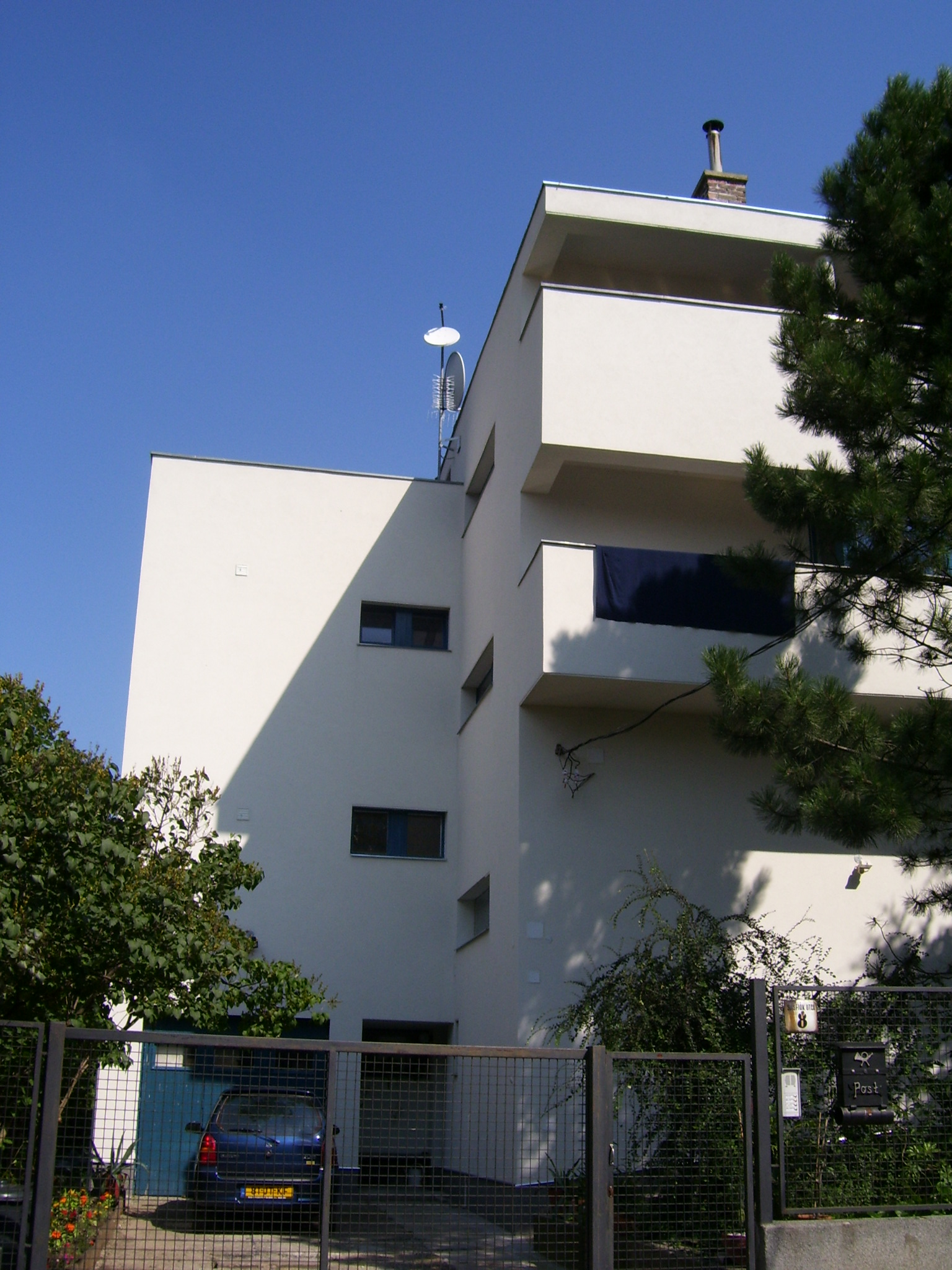
Bp. XII. Sasfiók u. 8. lakóház 2008-ban
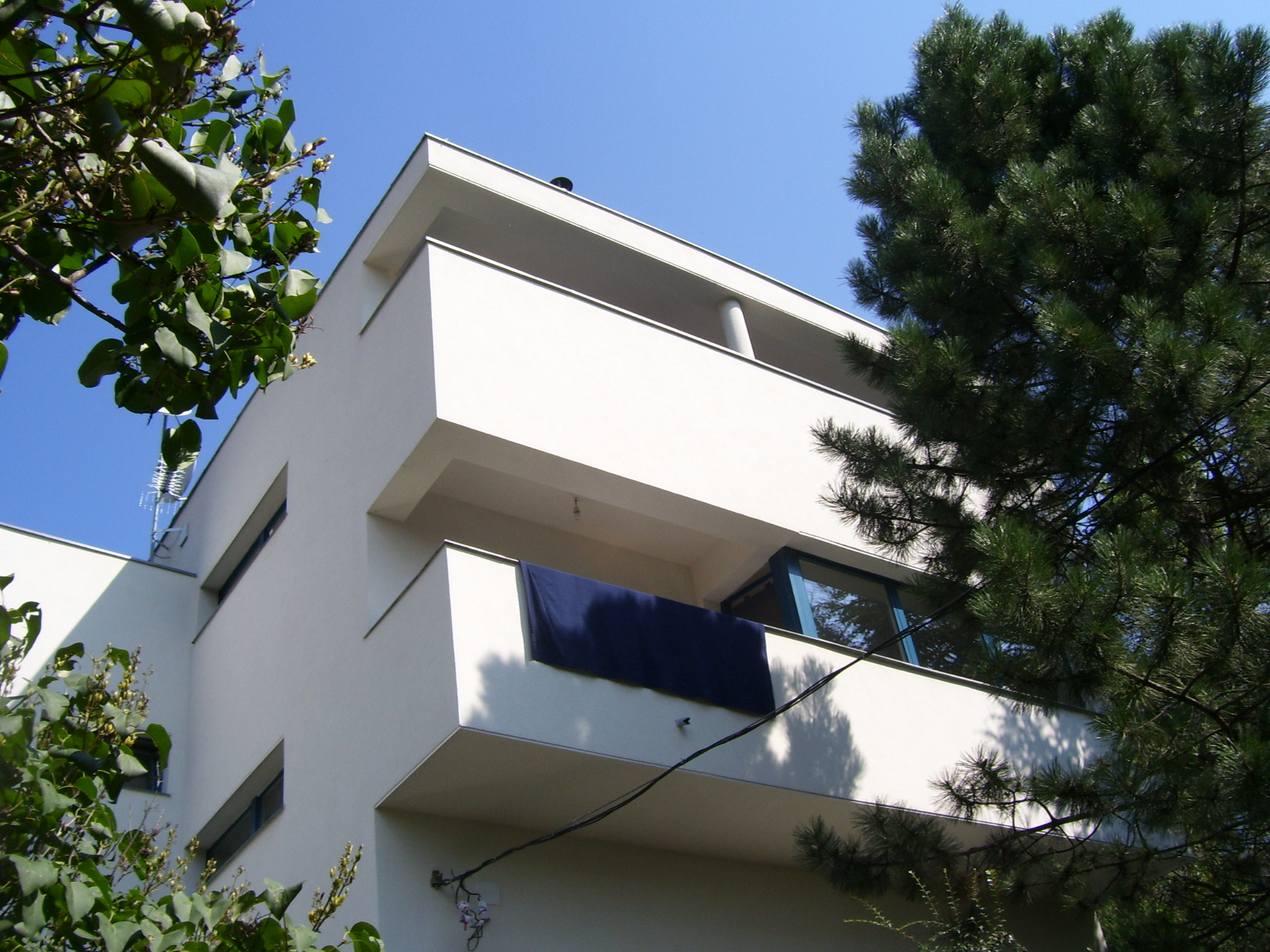
Bp. XII. Sasfiók u. 8. lakóház 2008-ban
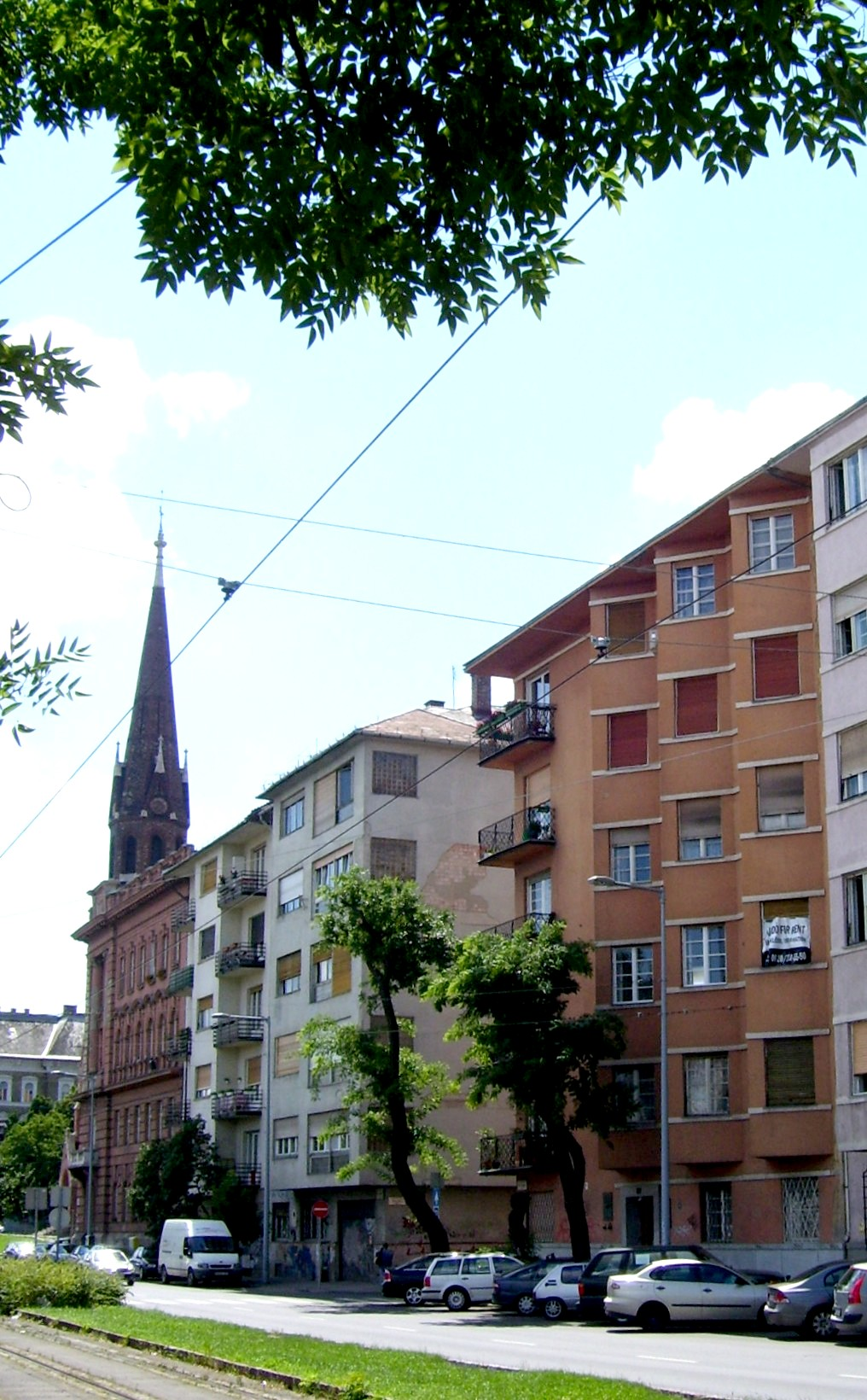
Bp. I. Vám u. 2. lakóépület. Bem rkp. felőli homlokzat
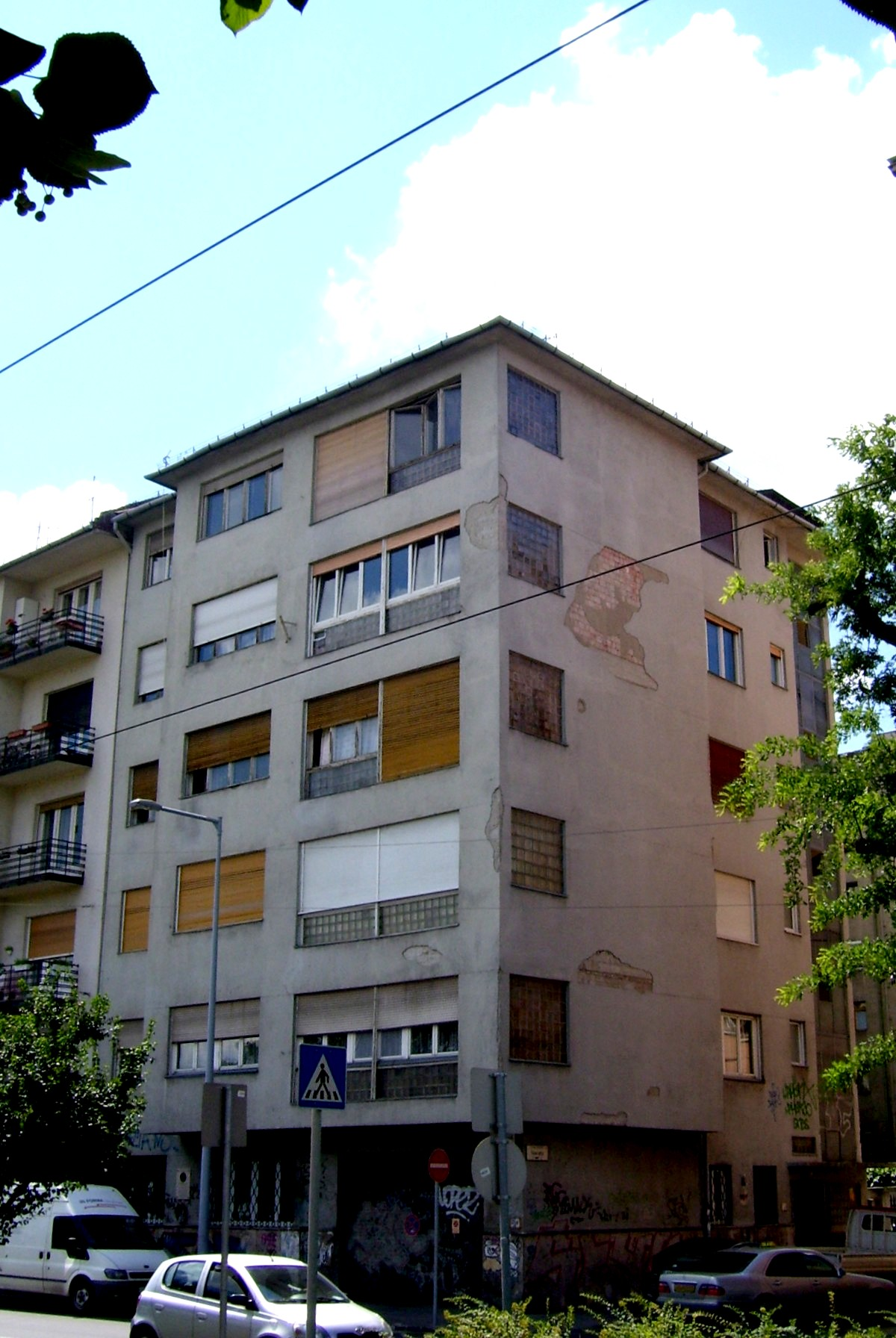
Bp. I. Vám u. 2. lakóépület. Bem rkp. felőli homlokzat

## Díjai és kitüntetései
- 1949. Kossuth-díj II. fokozata
- 1960. Ybl Miklós-díj I. fokozata
- 1964 és 1970 Munka Érdemrend Aranyfokozat
- 1970. Felszabadulási Jubileumi Emlékérem
- 1975. Munka Vörös Zászló Érdemrend
- 1977. Herder-díj
- 1979. Akadémiai Aranyérem
- 1984. A Magyar Népköztársaság babérkoszorúval ékesített Zászlórendje